# 永源寺町

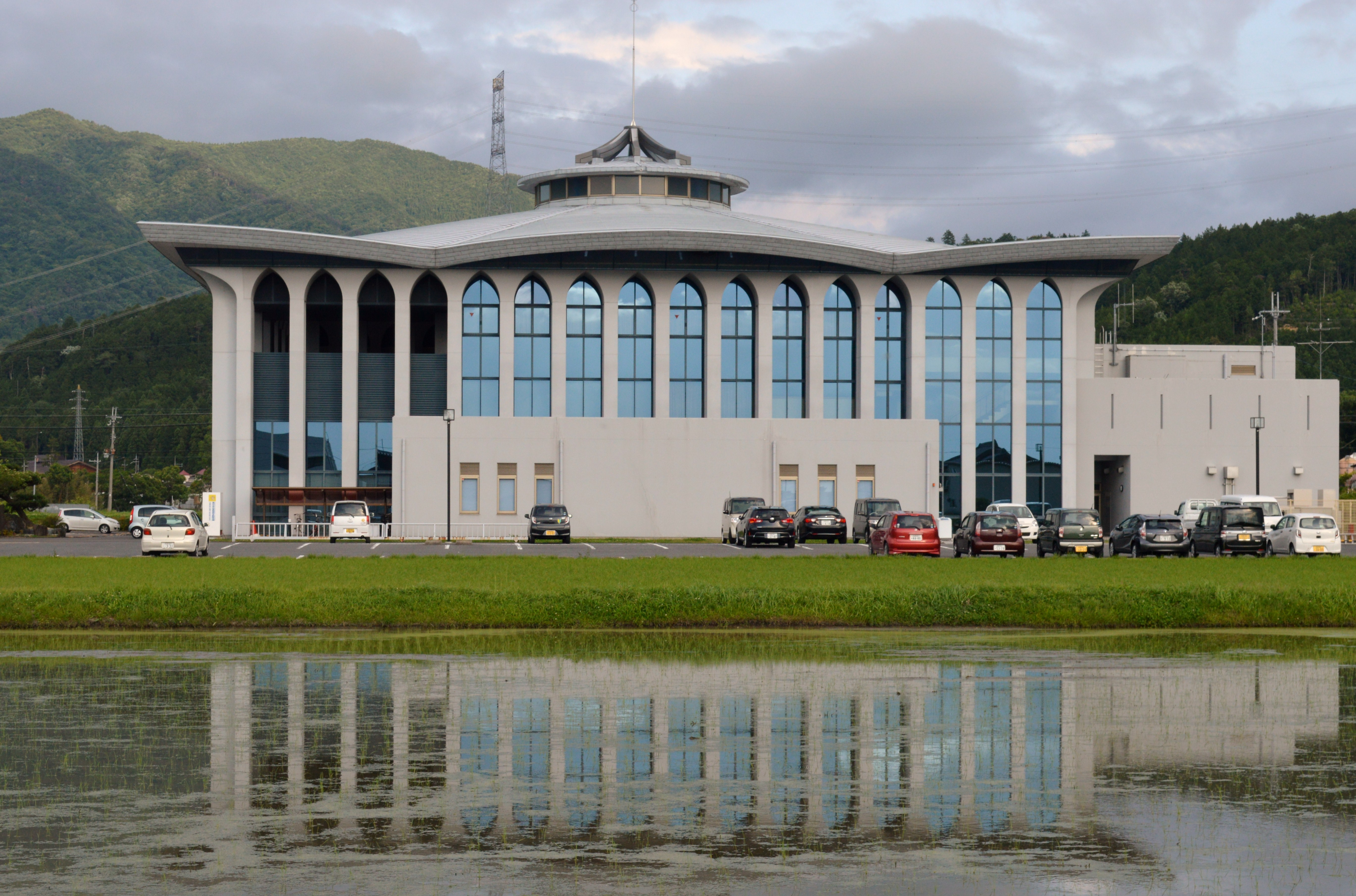
永源寺支所が入居している永源寺コミュニティセンター

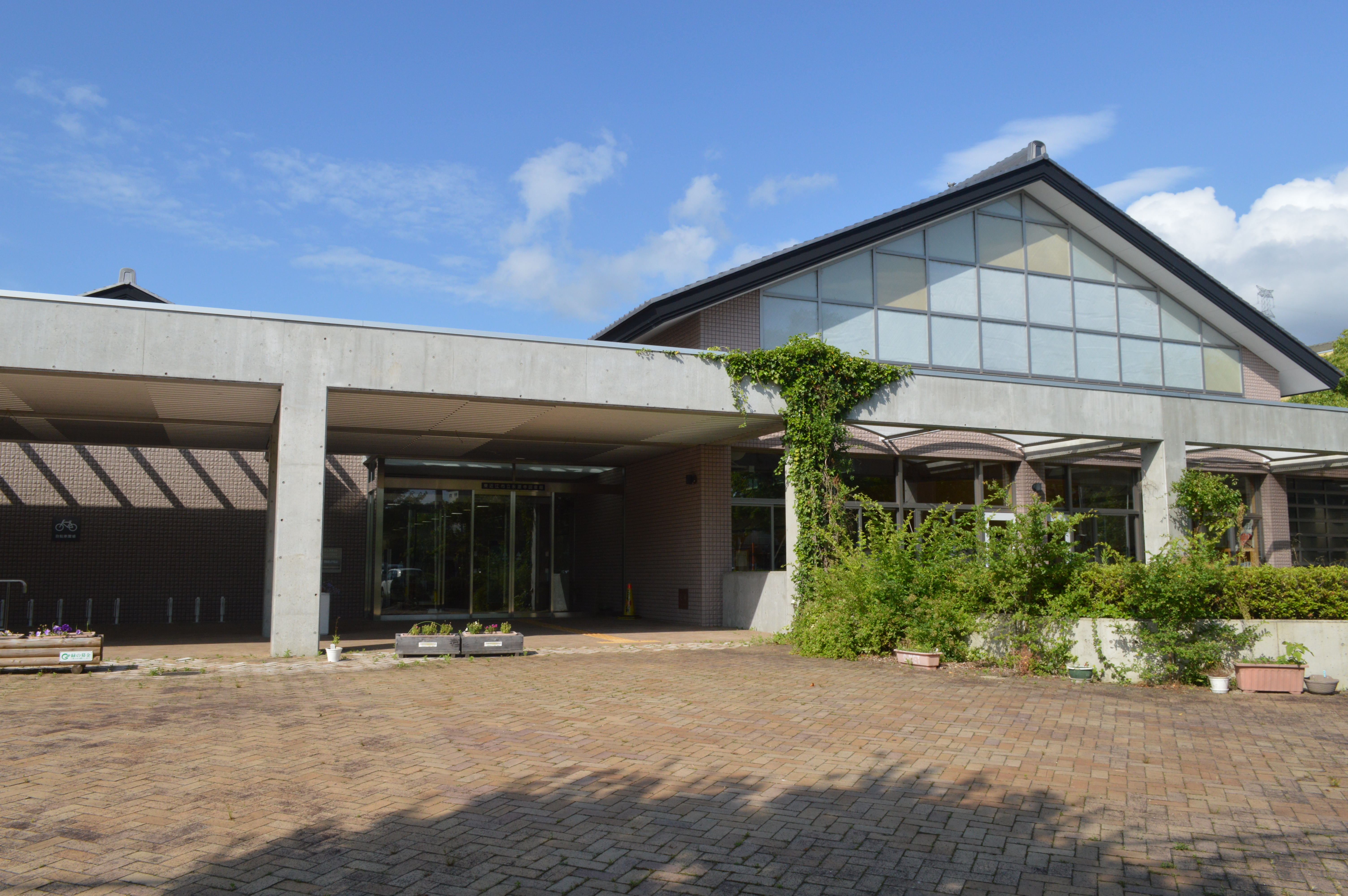
永源寺図書館

永源寺町（えいげんじちょう）は、滋賀県神崎郡にあった町。

## 地理
- 山：御在所岳
- 河川：愛知川

### 隣接していた自治体
- 八日市市
- 甲賀市
- 蒲生郡：日野町
- 愛知郡：愛東町
- 犬上郡：多賀町
- 三重県いなべ市
- 三重県三重郡：菰野町

## 歴史
- 1955年（昭和30年）4月1日 - 蒲生郡市原村・神崎郡永源寺村が合併して神崎郡永源寺町が発足。
- 2005年（平成17年）2月11日 - 八日市市・愛知郡愛東町・湖東町・神崎郡五個荘町と合併して東近江市が発足[2]。同日永源寺町廃止。

## 学校

### 小学校
- 山上小学校（永源寺町山上）
- 甲津畑小学校（永源寺町甲津畑※廃校）
- 市原小学校（永源寺町高木）
- 政所小学校（永源寺町政所※廃校）

### 中学校
- 永源寺中学校（永源寺町山上）政所中学校と青野中学校が統合

## 交通

### 道路
- 国道421号

## 名所・旧跡・観光・名物
- イワナ
- 永源寺
- 永源寺こんにゃく
- 永源寺ダム
- 永源寺図書館（現・東近江市立永源寺図書館）
- 大皇器地祖神社
- 木地師資料館
- 鈴鹿国定公園
- すめら学園（現・木地師やまの子の家）
- 日本コバ
- 政所茶